# Narvi (lune)
Pour les articles homonymes, voir Narvi.
Narvi (désignation temporaire S/2003 S 1) est une des lunes de Saturne, découverte en 2003 par Scott S. Sheppard et ses collaborateurs.
Elle porte un nom d'un personnage de la mythologie nordique, Narvi.